# Charles Masson
Pour les articles homonymes, voir Charles Masson (homonymie) et Masson.
Charles Masson, né le 28 décembre 1968 à Lyon, est un otorhinolaryngologiste et un auteur de bandes dessinées. Il a publié plusieurs ouvrages engagés ainsi que des œuvres à tonalité plus humoristique.

## Biographie
En matière de bande dessinée, Charles Masson a toujours aspiré à devenir auteur et il est autodidacte. 
Charles Masson est oto-rhino-laryngologue, spécialisé en cancérologie. Il étudie la médecine à Lyon, où il passe l'internat et « il termine son assistanat en chirurgie en 2002 ». Puis il s'installe cette même année à La Réunion, tout en effectuant des interventions à Mayotte entre 2004 et 2008 ; il adopte alors un emploi du temps compatible avec ses activités de création. Dans le cadre de sa profession à l'hôpital de la Croix-Rousse de Lyon auprès de patients atteints à la gorge, il constate que beaucoup d'entre eux sont des personnes sans-abri. « Révolté » par cet abandon, Masson réfléchit à la manière d'attirer l'attention sur la détresse de ces malades. En 2003, il livre Soupe froide, bande dessinée en noir et blanc publiée dans la collection Écritures chez Casterman, en croisant l'histoire de deux patients réels. Martin Winckler en signe la préface. Cet ouvrage engagé reçoit un accueil critique favorable, notamment dans L'Humanité, Le Progrès et sur Actua BD ; il vaut à l'auteur le prix France Info de la bande dessinée d'actualité et de reportage.
L'artiste explore de nouveau les facettes de la profession médicale avec Bonne santé (Casterman, 2005), bande dessinée partiellement autobiographique, se composant de six récits sur les réalités du milieu hospitalier. L'auteur y évoque, non sans colère et avec une tonalité d'humour cynique, la confrontation à la maladie, au stress et aux situations de détresse physique et psychique. Daniel Couvreur, journaliste culturel pour Le Soir, signale que la narration « pétille d'audaces formelles. Des cartoons, des pages de roman, des voix off cassent le rythme de lecture traditionnel ».
En 2007 paraît Les boules vitales, où Masson dessine, sur un scénario de Sylvain Ricard, un récit à tonalité humoristique sur « l’histoire d’amour d’un couple atypique » dans laquelle Actua BD voit « une caricature originale et intelligente ».
Dans le cadre de ses activités professionnelles, Masson s'est maintes fois confronté au sort des immigrés clandestins. Son séjour à La Réunion, ponctué de missions à Mayotte chaque année, le décide à écrire Droit du sol, publié en 2009 ; cette narration graphique « très engagée » livre un portrait « féroce » des personnages. Elle s'inspire « du naufrage, en novembre 2008, d'une vingtaine de Comoriens venus chercher fortune dans l'île française de Mayotte, distante de chez eux de 70 kilomètres ». Le livre résonne avec l'actualité : la situation des sans-papiers se dégrade de plus en plus et Mayotte vient de devenir le 101e département français. La structure narrative se rapproche du film Magnolia de Paul Thomas Anderson. L'ouvrage reçoit un accueil favorable dans L'Humanité, Aujourd'hui en France, Télérama. Dans le cadre d'une exposition sur les planches relatives aux migrations, les dessins de Masson sont affichés au Musée de l'histoire de l'immigration,. L'album fait partie des cinq finalistes du Grand Prix de la critique.
Sur un scénario de Chloé Von Arx, Masson dessine L'Arche de Noé a flashé sur vous, publié en 2011. Le récit met en scène les relations sentimentales initiées par Internet et les risques qu'elles entraînent, comme la rencontre avec des personnes au bord de la folie ; la Tribune de Genève y voit une « comédie glauque, bien racontée, et qui laisse une méchante impression de malaise ».
En 2012, La Dernière Femme (Casterman) est « l'abécédaire érotique d'un homme à femmes » sur fond de crise de la cinquantaine.
Masson participe également à des œuvres collectives. En 2009, il est l'un des auteurs du livre En chemin, elle rencontre... Les artistes se mobilisent contre la violence faite aux femmes (éditions Des ronds dans l'O avec le soutien d'Amnesty International). En 2016, Masson participe à La Revue dessinée pour un récit intitulé Carnet de santé, témoignage « sur les dérives de la protection sociale ». En 2017, dans le cadre du livre collectif France Info, 30 ans d'actualité à l'occasion des 30 ans de France Info, Masson signe le récit graphique sur le scandale du sang contaminé.
En 2021 paraît Jusqu'au printemps, premier volume de la série Les Gens de rien, prévue en quatre tomes, chez Delcourt.

## Technique
L'artiste, qui effectue énormément de croquis non publiés, met en avant la narration et il privilégie la spontanéité du trait pour ses dessins et ses dialogues.

## Œuvres
- Soupe froide, Casterman, coll. « Écritures », 2003  (ISBN 2-203-39605-9).
- Bonne Santé, Casterman, coll. « Écritures », 2005  (ISBN 2-203-39631-8).
- Les Boules vitales (dessin), avec Sylvain Ricard (scénario), Futuropolis, 2007  (ISBN 978-2-7548-0086-0).
- Droit du sol, , Casterman, coll. « Écritures », 2009  (ISBN 978-2-203-01968-3).
- Une aventure de Lilou, Des ronds dans l'O :

1. Folia & Folio, 2011  (ISBN 978-2-917237-23-6).
2. Le Tigre d'Angkor, 2014  (ISBN 978-2-917237-52-6).

- L'arche de Noé a flashé sur vous (dessin), avec Chloé Von Arx (scénario), Futuropolis, 2011  (ISBN 978-2-7548-0398-4).
- La Dernière Femme, Casterman, coll. « Écritures », 2012  (ISBN 978-2-203-04899-7).
- Salles d'attente, recueil de Soupe froide et Bonne santé ainsi que trois récits inédits, Casterman, coll. « Écritures », 20178  (ISBN 978-2203030398).
- Les Gens de rien, Delcourt, coll. « Encrages »

1. Jusqu'au printemps, 2021  (ISBN 9782413037507)

- Sept vies à vivre, Delcourt, coll. « Mirages », 2024 (ISBN 9782413077060)

### Dans le cadre de collectifs
- Projet Bermuda, Librairie Expérience :

1. Histoires plus ou moins courtes, 2007  (ISBN 978-2-9523225-2-2).
2. Tome 2, 2009  (ISBN 978-2-9523225-3-9).

- Marie Moinard (dir.), En chemin elle rencontre... : Les artistes se mobilisent contre la violence faite aux femmes, Vincennes/Paris, Des ronds dans l'O / Amnesty International, septembre 2009, 96 p. (ISBN 978-2-917237-06-9). Récit sur l'excision.
- France Info, 30 ans d'actualité, Futuropolis, 2017  (ISBN 9782754823623). Récit sur l'affaire du sang contaminé.

## Prix et récompense
2004 : Prix France Info de la Bande dessinée d’actualité et de reportage pour Soupe froide.